# Izuka Hoyle
Chantelle Izuka Hoyle (Edimburgo, 18 gennaio 1996) è un'attrice britannica.

## Biografia
È nata a Edimburgo. Ha frequentato la Cramond Primary School e poi la Royal High School. Ha completato il sesto corso presso la MGA Academy of Performing Arts prima di trasferirsi a Londra dove le è stata assegnata una borsa di studio per formarsi presso Arts Educational Schools, diplomandosi nel 2017. Nel 2022 prende parte al film Persuasione di Carrie Cracknell.

## Filmografia

### Cinema
- Maria regina di Scozia (Mary Queen of Scots), regia di Josie Rourke (2018)
- Villain, regia di Philip Barantini (2020)
- Boiling Point - Il disastro è servito (Boiling Point), regia di Philip Barantini (2021)
- Persuasione (Persuasion), regia di Carrie Cracknell (2022)
- The Outrun,  regia di Nora Fingscheidt (2024)

### Televisione
- Clique – serie TV, 6 episodi (2017–2018)
- Jerk – serie TV, 4 episodi (2019)
- Deadwater Fell – serie TV, episodio 1x04 (2020)
- The Outpost – serie TV, 26 episodi (2020–2021)
- Float – serie TV, episodio 1x06 (2021)
- La Ruota del Tempo (The Wheel of Time) – serie TV, 2 episodi (2021)
- Big Boys – serie TV, 6 episodi (2021)
- Ludwig – serie TV, 6 episodi (2024)

## Premi
British Academy Scotland Awards 2022
- Best Actress - Film – Per Boiling Point - Il disastro è servito — Vincitrice

## Doppiatrici
Nelle versioni in italiano delle opere in cui ha recitato, Izuka Hoyle è stata doppiata da:
- Federica Russello in Persuasione (2022)